# Plexo coroide

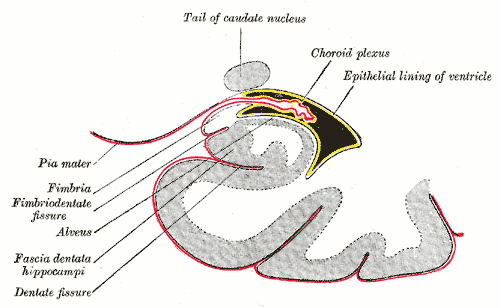
O plexo coróide é mostrado em vermelho (choroid plexus), associado à pia-máter e projetando-se para dentro do ventrículo lateral.

Plexo coroide (do latim plexu, enlaçamento, e do grego choroeidés, membrana delicada), é uma estrutura encontrada nos ventrículos do sistema nervoso onde é produzido a maior parte do líquido cefalorraquidiano (LCR). O LCR é produzido e secretado por diferentes regiões do plexo coróide. O plexo coróide consiste em células ependimárias modificadas ao redor de um núcleo de capilares e tecido conjuntivo frouxo .  Num adulto, ocorre produção de cerca de 500 ml/dia e usado para drenar certas substâncias (como drogas e toxinas) para fora do cérebro. Todo o volume de LCR é trocado em torno de três a quatro vezes por dia.
É resultado de invaginação do teto do epêndima para a cavidade ventricular. Possui epitélio cuboide ou colunar simples e ocupa cerca de 40cm² de área. Não possui a barreira hematoencefálica típica do encéfalo, o que os tornam vulneráveis a doenças sistêmicas.
Lesões expansivas do plexo coróide estão associadas a casos de hidrocefalia, com maior incidência em crianças.

## Estrutura

### Localização

Esquema de teto do quarto ventrículo. A flecha está na abertura mediana.
1: véu medular inferior2: plexo coróide3: Cisterna magna do espaço subaracnóide
4: canal central5: Corpora quadrigemina6: pedúnculo cerebral
7: véu medular superior8: Revestimento ependimal do ventrículo
9: cisterna pontina do espaço subaracnóide

Existe um plexo coróide em cada um dos quatro ventrículos. Nos ventrículos laterais, é encontrado no corpo e continua em quantidade aumentada no átrio. Não há plexo coróide no corno anterior  No terceiro ventrículo existe uma pequena porção no teto que é contínua com a do corpo, via forames interventriculares, os canais que conectam os ventrículos laterais com o terceiro ventrículo. Há um plexo coróide em parte do teto do quarto ventrículo .

### Microanatomia
O plexo coróide consiste em uma camada de células epiteliais cuboidais circundando um núcleo de capilares e tecido conjuntivo frouxo. O epitélio do plexo coróide é contínuo com a camada de células ependimárias (camada ventricular) que reveste o sistema ventricular. As células ependimárias progenitoras são monociliadas, mas se diferenciam em células ependimárias multiciliadas. Ao contrário do epêndima, a camada epitelial do plexo coróide tem junções de oclusão entre as células no lado voltado para o ventrículo (superfície apical). Essas junções estreitas impedem que a maioria das substâncias atravesse a camada celular para o líquido cefalorraquidiano (LCR); assim, o plexo coróide atua como uma barreira sangue-LCR. O plexo coróide se dobra em muitas vilosidades ao redor de cada capilar, criando processos semelhantes a folhas que se projetam nos ventrículos. As vilosidades, junto com uma borda em escova de microvilosidades, aumentam muito a área de superfície do plexo coróide.  CSF é formado como plasma é filtrado do sangue através das células epiteliais. As células epiteliais do plexo coróide transportam ativamente íons de sódio para os ventrículos e a água segue o gradiente osmótico resultante.
O plexo coróide consiste em muitos capilares, separados dos ventrículos por células epiteliais coróides. O líquido filtra essas células do sangue para se tornar líquido cefalorraquidiano. Há também muito transporte ativo de substâncias para dentro e para fora do CSF à medida que ele é feito.

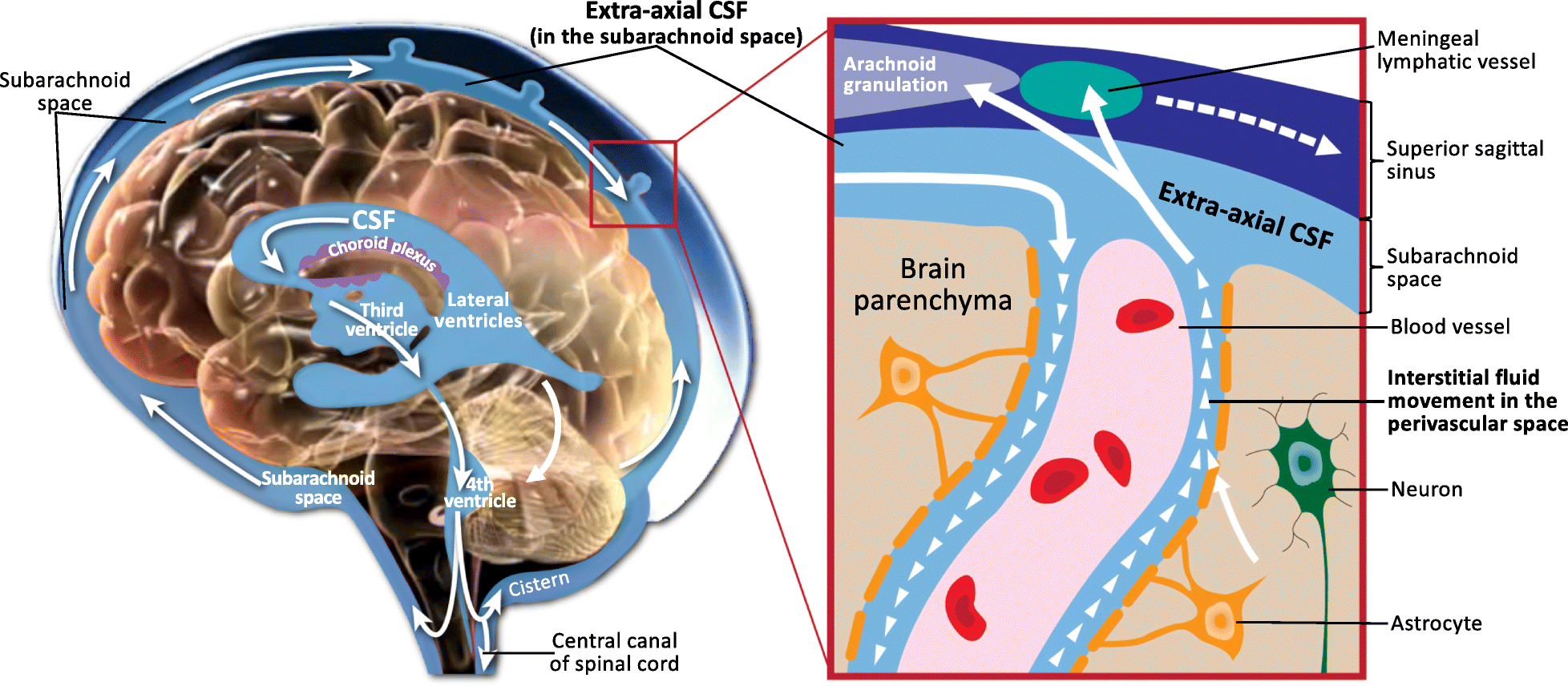
Circulação do líquido céfalo-raquidiano

O plexo coróide regula a produção e composição do líquido cefalorraquidiano (LCR), que fornece uma flutuabilidade protetora para o cérebro. O LCR atua como um meio para o sistema de filtração glinfática que facilita a remoção de resíduos metabólicos do cérebro e a troca de biomoléculas e xenobióticos para dentro e para fora do cérebro. Desta forma, o plexo coróide tem um papel muito importante em ajudar a manter o delicado ambiente extracelular exigido pelo cérebro para funcionar de forma otimizada.
O plexo coróide também é uma importante fonte de secreção de transferrina, que desempenha um papel na homeostase do ferro no cérebro.

### Barreira sangue-líquido cefalorraquidiano
A barreira hematoencefálica (BCSFB) é uma barreira hematoencefálica composta por um par de membranas que separam o sangue do LCR em nível capilar e o LCR do tecido cerebral. O limite sangue-LCR no plexo coróide é uma membrana composta de células epiteliais conectadas por junções de oclusão. Existe uma barreira LCR-cérebro ao nível da pia-máter, mas apenas no embrião.
Semelhante à barreira hematoencefálica, a barreira sangue-líquido cefalorraquidiano funciona para prevenir a passagem da maioria das substâncias do sangue para o cérebro, enquanto permite seletivamente a passagem de substâncias específicas para o cérebro e facilita a remoção de metabólitos cerebrais e produtos metabólicos para o sangue. Apesar da função semelhante entre o BBB e o BCSFB, cada um facilita o transporte de diferentes substâncias para o cérebro devido às características estruturais distintas de cada um dos dois sistemas de barreira. Para várias substâncias, o BCSFB é o principal local de entrada no tecido cerebral.
A barreira sangue-líquido cefalorraquidiano também modula a entrada de leucócitos do sangue para o sistema nervoso central. As células do plexo coróide secretam citocinas que recrutam macrófagos derivados de monócitos, entre outras células, para o cérebro. Esse tráfego celular tem implicações tanto na homeostase normal do cérebro quanto nos processos neuroinflamatórios .

## Significado clínico

### Cistos do plexo coróide
Durante o desenvolvimento fetal, alguns cistos do plexo coróide podem se formar. Esses cistos cheios de líquido podem ser detectados por um ultrassom detalhado do segundo trimestre. O achado é relativamente comum, com uma prevalência de ~ 1%. Os cistos do plexo coróide são geralmente um achado isolado. Os cistos geralmente desaparecem mais tarde durante a gravidez e geralmente são inofensivos. Eles não têm efeito sobre o desenvolvimento do bebê e da primeira infância.
Cistos conferem um risco de 1% de aneuploidia fetal. O risco de aneuploidia aumenta para 10,5-12% se outros fatores de risco ou achados ultrassonográficos forem observados. Tamanho, localização, desaparecimento ou progressão, e se os cistos são encontrados em ambos os lados ou não, não afetam o risco de aneuploidia. 44-50% dos casos de síndrome de Edwards (trissomia do cromossomo 18) se apresentarão com cistos do plexo coróide, assim como 1,4% dos casos de síndrome de Down (trissomia do cromossomo 21). ~ 75% dos cariótipos anormais associados a cistos do plexo coróide são trissomia 18, enquanto o restante é trissomia 21.

## Etimologia
Plexo coróide é traduzido do latim plexo chorioides, que reflete o grego antigo χοριοειδές πλέγμα. A palavra córion foi usada por Galeno para se referir à membrana externa que envolve o feto. Ambos os significados da palavra plexo são dados como pregas ou tranças. Tanto o uso de coróide como corioide são aceitos. A Nomina Anatomica (agora Terminologia Anatomica) refletia esse duplo uso.

## Imagens adicionais

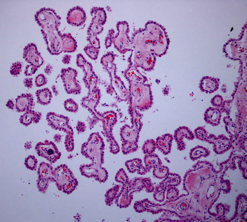
Histologia do plexo coróide 40x
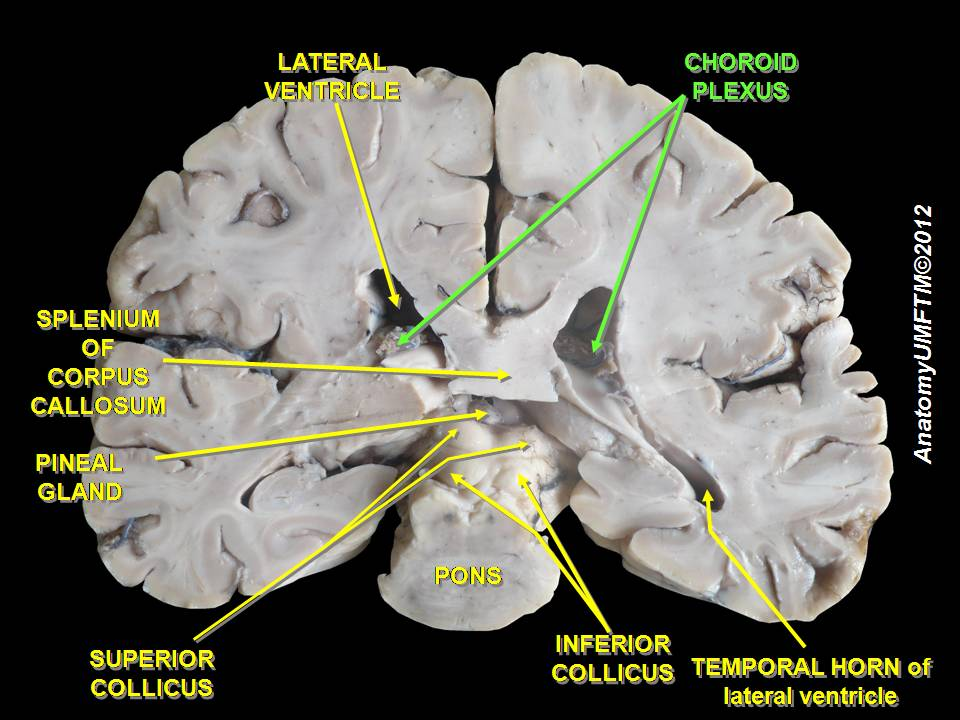
Plexo coróide
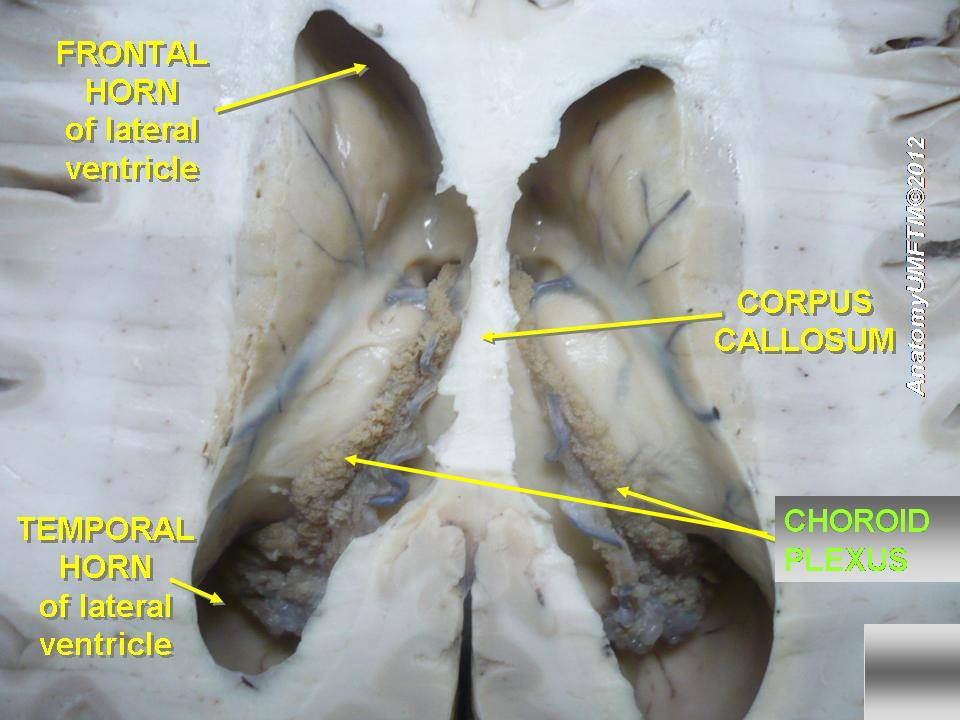
Plexo coróide
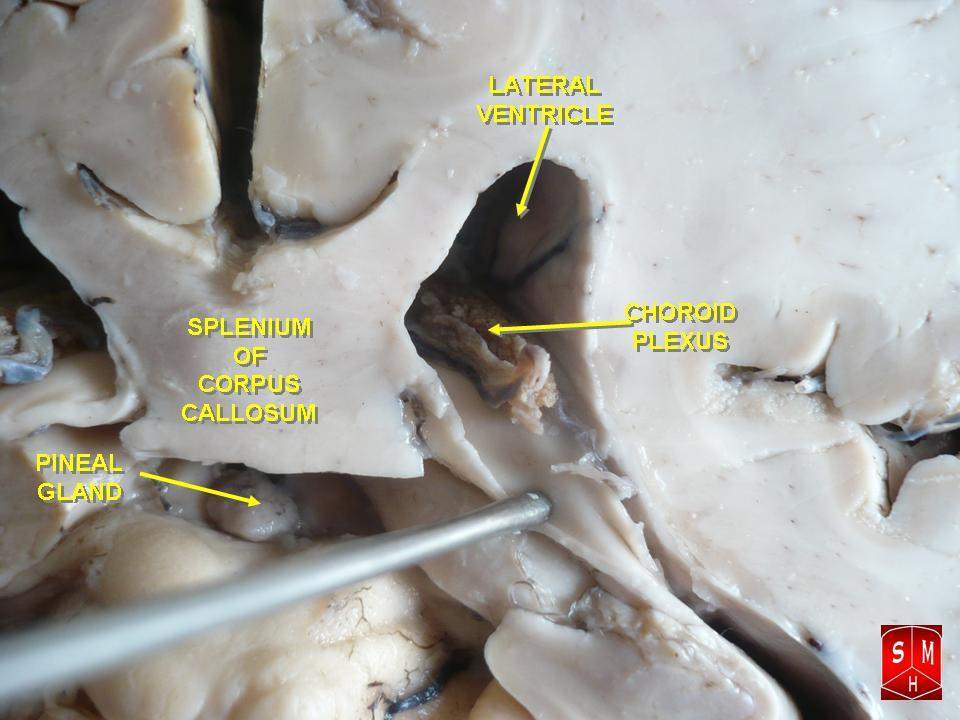
Plexo coróide